# Industries Normrock
 (juillet 2024).
Si vous disposez d'ouvrages ou d'articles de référence ou si vous connaissez des sites web de qualité traitant du thème abordé ici, merci de compléter l'article en donnant les références utiles à sa vérifiabilité et en les liant à la section « Notes et références ».
 (novembre 2018).
Les Industries Normrock sont une compagnie familiale basée à Terrebonne, au Québec.
Elle est spécialisée depuis 1987 dans la conception d'un véhicule amphibie surnommé la « pelle-grenouille ».
La compagnie a un effectif d'environ 50 employés et offre des services de location et de fabrication.

## Équipement

### Descriptif
L'équipement phare des industries Normrock est commercialisé sous le nom d'Amphibex et pèse en moyenne 22 tonnes.
C'est un véhicule flottant avec des pelles ou autres équipements spécialisés.
La compagnie fabrique une dizaine de variantes de l'équipement qui servent notamment :
- au dragage de fleuves et rivières ;
- à l'installation de pipelines ;
- pour des travaux municipaux ;
- à la décontamination de l’environnement.

L'Amphibex est capable d'aller un peu partout sans véritable contrainte. La grenouille peut se déplacer dans les hauts-fonds, les courants extrêmes et peut traverser des épaisses couches de glace. Le bras mécanique du modèle d'origine peut travailler jusqu'à 6,5 mètres de profondeur et selon les besoins, il peut avoir une benne à succion, des râteaux ou d'autres équipements. La pelle mécanique a une capacité de levage de 3,5 tonnes. La pelle-grenouille utilise des moteurs Caterpillar. Le modèle le plus puissant de la flotte de Normrock utilise un moteur Diesel C32 de Caterpillar et permet de développer 1 350 HP. L'équipement fonctionne avec de l'huile végétale.
L'équipement coûte en moyenne 1,5 à 6,5 millions de dollars, selon les exigences des clients et des équipements ajoutés.

### Clients
Ces véhicules sont sollicités un peu partout dans le monde, notamment en Roumanie, en Turquie et en Chine.

#### Irak
Le gouvernement irakien, l'un des principaux clients, a utilisé cet équipement lors des inondations du Tigre (fleuve) et de l'Euphrate. L'Irak possède environ 27 Amphibex qui sont utilisés par la compagnie Iraq General Directorate for River Dredging Works.

#### Canada
La compagnie du Nouveau-Brunswick, Eco Technologies, en possède trois.
Certaines villes et municipalités canadiennes qui le possèdent l'utilisent comme brise-glace. Par exemple, il est utilisé depuis une dizaine d'années à la Rivière Rouge (Manitoba),. Une émission de Discovery Science a parlé de l'Amphibex lors d'une inondation survenue dans la ville de Selkirk (Manitoba). Environnement Canada et le gouvernement du Québec ont offert un soutien financier entre 1993 et 1994.
Près de 1,5 million de dollars ont été investis dans la recherche et le développement de l'engin. L'Amphibex a été commercialisé pour la première fois en 1994. La pelle-grenouille a été utilisée lors des nombreuses inondations au Québec, en Ontario, au Manitoba et ainsi qu'à Fort Fairfield (Maine) aux États-Unis. Les industries du Sable bitumineux l'utilisent pour l'installation de pipelines.

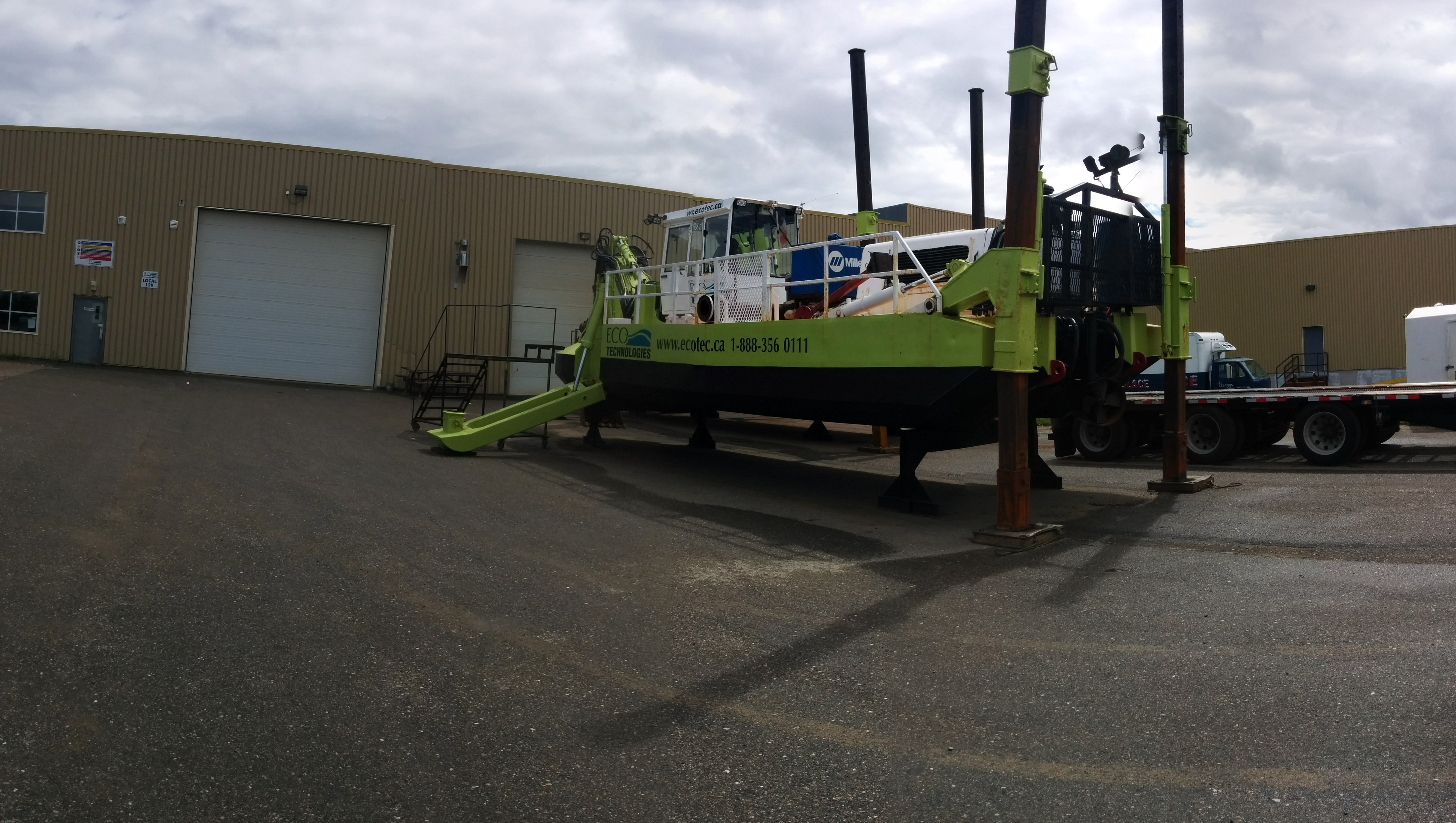
Amphibex à Caraquet.
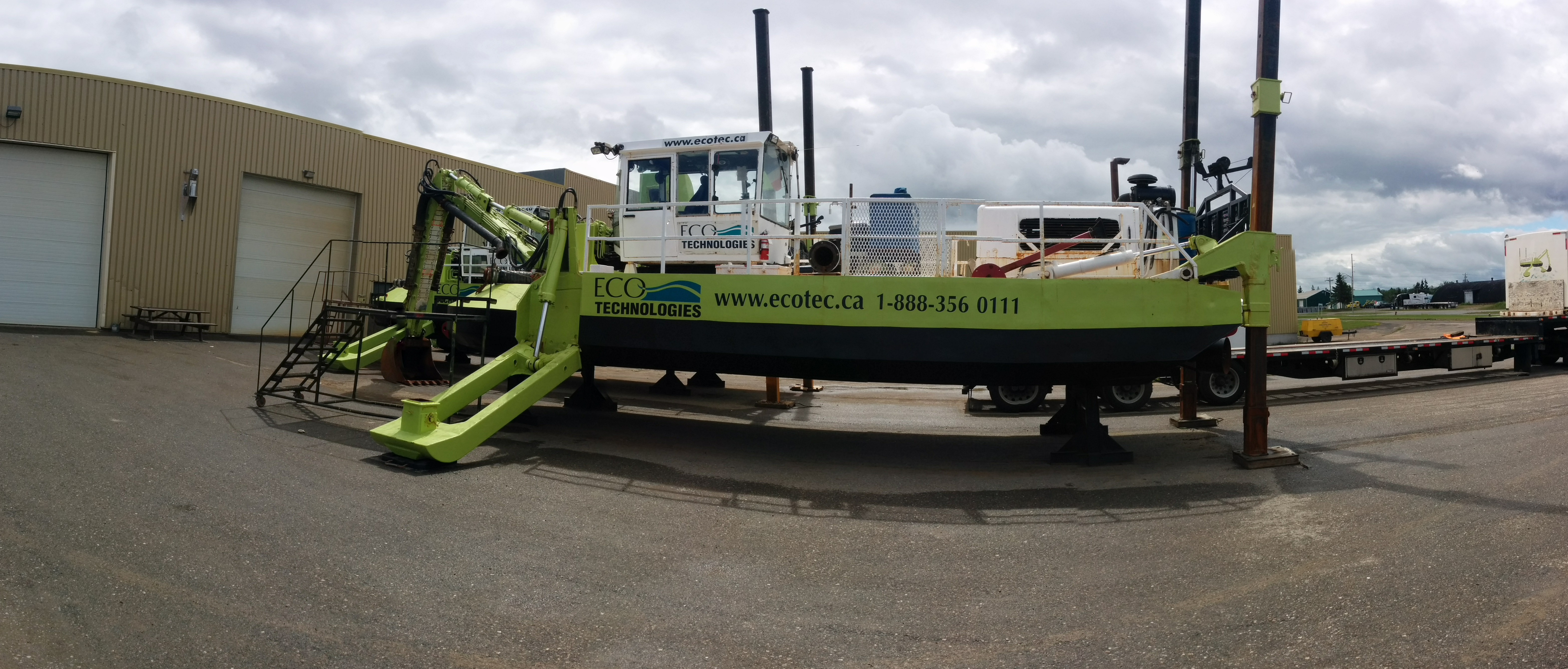
Un équipement amphibex dans le parc industriel de Caraquet.